# Núria Gil Clapera
Núria Gil Clapera (Reus, Baix Camp, 19 de desembre de 1991) és una atleta i corredora de muntanya catalana.
Vinculada des de ben jove al món de l'atletisme, Núria Gil ha destacat en la competició en l'àmbit de les curses de muntanya. L'any 2021 l'atleta reusenca va resultar guanyadora del 'Campionat d'Espanya de Carreres de Muntanya, Trail Running 2021', celebrat a Cantàbria. Aquest mateix any, des de l'ajuntament reusenc se li va lliurar una placa commemorativa de reconeixement pel seu mèrit esportiu en l’àmbit de les curses de muntanya.